# Rhammatocerus pictus
Rhammatocerus pictus är en insektsart som först beskrevs av Bruner, L. 1900.  Rhammatocerus pictus ingår i släktet Rhammatocerus och familjen gräshoppor. Inga underarter finns listade i Catalogue of Life.